# Agnieszka Glapiak
Agnieszka Maria Glapiak (ur. 2 marca 1970 w Krotoszynie) – polska dziennikarka, politolożka i urzędniczka państwowa, wielokrotna dyrektorka Centrum Informacyjnego Rządu, członkini, wiceprzewodnicząca Krajowej Rady Radiofonii i Telewizji w latach 2022–2025 oraz jej przewodnicząca od 28 lipca 2025.

## Życiorys
Córka Zdzisława i Hanny, dyrektorki biblioteki w Krotoszynie. Absolwentka Liceum Ogólnokształcącego im. Hugona Kołłątaja w Krotoszynie i politologii na Uniwersytecie im. Adama Mickiewicza w Poznaniu. Kształciła się podyplomowo w zakresie cyberbezpieczeństwa i na studiach typu EMBA. Uzyskała na Uniwersytecie Śląskim stopień doktora nauk humanistycznych na podstawie napisanej pod kierunkiem Jadwigi Stawnickiej rozprawy Rola Departamentu Komunikacji Społecznej w kształtowaniu polityki językowej MSWiA.
Od 1991 związana z Telewizją Polską, gdzie zaczęła pracę w  Redakcji Publicystyki i Reportażu Programu Pierwszego. Była autorką programów, reportaży i dokumentów, została sekretarzem redakcji rolnej i rozrywki oraz kierowniczką redakcji audycji edukacyjnych, młodzieżowych i dziecięcych TVP1. Pracowała także w redakcji samorządowej TVP3 oraz w dziale krajowym „Życia Warszawy”. Współautorka publikacji pt. Albumy lokalne oraz dwóch książek dla dzieci. Założyła również think tank Akademickie Centrum Komunikacji Strategicznej działający przy Akademii Sztuki Wojennej.
Podjęła także działalność w administracji publicznej. Kierowała Centrum Informacyjnym Rządu za rządów Jerzego Buzka, Kazimierza Marcinkiewicza i Jarosława Kaczyńskiego. Zasiadała w radach nadzorczych Polskiej Agencji Prasowej i Exatelu. Od 2015 do 2018 związana z Ministerstwem Spraw Wewnętrznych i Administracji, gdzie kierowała Departamentem Komunikacji Społecznej i odpowiadała za współpracę z mediami podczas Światowych Dni Młodzieży 2016. Następnie przeszła do Ministerstwa Obrony Narodowej, objęła kierownictwo nad Centrum Operacyjnym Ministra Obrony Narodowej, odpowiedzialnym za wizerunek resortu i sił zbrojnych oraz prowadzenie kampanii społecznych.
15 września 2022 została wybrana z rekomendacji PiS przez Sejm w skład Krajowej Rady Radiofonii i Telewizji na sześcioletnią kadencję. 10 października tegoż roku została jej wiceprzewodniczącą, a 28 lipca 2025 wybrana przewodniczącą tego gremium.

## Odznaczenia
Odznaczona Medalem Stulecia Odzyskania Niepodległości, a także medalem „Samorząd w służbie społeczeństwu” przyznany przez Związek Miast Polskich.